# Stiremetra
Stiremetra är ett släkte av sjöliljor. Stiremetra ingår i familjen Thalassometridae.
Kladogram enligt Catalogue of Life:
| Stiremetra | \| \| Stiremetra breviradia \| \| \| \| \| \| Stiremetra spinicirra \| \| \| \| |
|            | \| \| Stiremetra breviradia \| \| \| \| \| \| Stiremetra spinicirra \| \| \| \| |
|            | Aglaometra                                                                      |
|            |                                                                                 |
|            | Cosmiometra                                                                     |
|            |                                                                                 |
|            | Crotalometra                                                                    |
|            |                                                                                 |
|            | Thalassometra                                                                   |
|            |                                                                                 |
|            | Stiremetra breviradia                                                           |
|            |                                                                                 |
|            | Stiremetra spinicirra                                                           |
|            |                                                                                 |

|  | Stiremetra breviradia |
|  |                       |
|  | Stiremetra spinicirra |
|  |                       |